# Maizières-la-Grande-Paroisse
Maizières-la-Grande-Paroisse – miejscowość i gmina we Francji, w regionie Grand Est, w departamencie Aube. Przez miejscowość przepływa Sekwana. 
Według danych na rok 1990 gminę zamieszkiwało 1491 osób, a gęstość zaludnienia wynosiła 72 osób/km².